# خریندته
خریندته (به اسپانیایی: Gerindote) یک شهرستان در اسپانیا است که در استان تولدو واقع شده‌است.

## خصوصیات
خریندته ۴۴ کیلومترمربع مساحت و ۲٬۴۹۹ نفر جمعیت دارد و ۵۲۳ متر بالاتر از سطح دریا واقع شده‌است.